# Mount Calm (Teksas)
Mount Calm – miasto w Stanach Zjednoczonych, w stanie Teksas, w hrabstwie Hill.